# Myth
Myth: The Fallen Lords, Myth II: Soulblighter och Myth III: The Wolf Age är tre RTS-spel och är en mix av 3D-grafik och möjligheten till att spela online.
1. ↑  läs online, www.macobserver.com  .[källa från Wikidata]